# Sterowanie skalarne

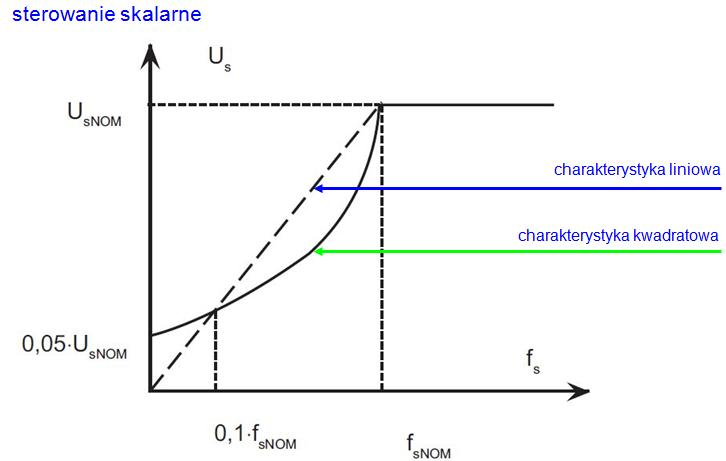
Wykres sterowania skalarnego falownika

Sterowanie skalarne falownika charakteryzuje się stałą zależnością U/f. Algorytmy sterowania skalarnego są dobierane w oparciu o zależności dotyczące stanu ustalonego. Najbardziej rozpowszechnione są układy sterowania skalarnego w których stabilizacja strumienia uzyskiwana jest na podstawie charakterystyk statycznych u/f = const. Nastawiane są tylko amplitudy i prędkości kątowe częstotliwości) wektorów przestrzennych napięć, prądów i strumieni skojarzonych silnika indukcyjnego. W tym przypadku występuje spadek mocy wraz ze spadkiem częstotliwości odzwierciedlonej w obrotach silnika. Prędkość mechaniczna oraz częstotliwość poślizgu nie są kontrolowane precyzyjnie i może to powodować przeciążenia silnika i falownika przez co  doprowadzić do wygenerowania błędu.
Wyróżniamy dwa rodzaje charakterystyk sterowania skalarnego:
- charakterystykę liniową
- charakterystykę kwadratową

W przypadku stosowania falownika do napędów: transporterów czy przenośników wykorzystujemy charakterystykę liniową w przypadku zastosowania falowników do napędów: pomp czy wentylatorów charakterystykę kwadratową.
Charakterystyka liniowa (U/f) to typowa zależność między częstotliwością wyjściową oraz napięciem wyjściowym. W nowoczesnych falownikach krzywą tę można punktowo lub całkowicie kształtować w zależności od wymogów aplikacji napędowej. W wielu przypadkach pomaga to w uruchomieniach bardziej wymagających aplikacji z falownikami skalarnymi.
Charakterystyka kwadratowa (U/f²=const.) wzrost częstotliwości powoduje że napięcie rośnie do kwadratu. Niektórzy producenci wyposażają falowniki w charakterystyki kwadratowe ze stałym momentem początkowym. Charakterystyka ta ma olbrzymi wpływ na oszczędności energii elektrycznej.